# Taylor Ruck
Taylor Madison Ruck (Kelowna, 28 de mayo de 2000) es una deportista canadiense que compite en natación, especialista en el estilo libre, medallista olímpica de bronce y dos veces campeona mundial en piscina corta.

## Trayectoria
Participó en dos Juegos Olímpicos de Verano, en los años 2016 y 2020, obteniendo dos medallas de bronce en Río de Janeiro 2016, en las pruebas de 4 × 100 m libre (junto con Sandrine Mainville, Chantal Van Landeghem y Penelope Oleksiak) y 4 × 200 m libre (con Katerine Savard, Brittany MacLean y Penelope Oleksiak).
Ganó siete medallas en el Campeonato Mundial de Natación entre los años 2019 y 2025, seis medallas en el Campeonato Mundial de Natación en Piscina Corta, en los años 2016 y 2022, y cinco medallas en el Campeonato Pan-Pacífico de Natación de 2018.
En la Copa del Mundo obtuvo tres podios, uno de primer lugar y dos de segundo. Además, consiguió ocho medallas en los Juegos de la Mancomunidad (una de oro, cinco de plata y dos de bronce).
Estudió los grados de Sistemas de la Tierra y de Biología humana en la Universidad Stanford.

## Palmarés internacional
| Juegos Olímpicos                    | Juegos Olímpicos        | Juegos Olímpicos  | Juegos Olímpicos        |
| Año                                 | Lugar                   | Medalla           | Prueba                  |
| ----------------------------------- | ----------------------- | ----------------- | ----------------------- |
| 2016                                | Río de Janeiro (Brasil) | Medalla de bronce | 4 × 100 m libre         |
| 2016                                | Río de Janeiro (Brasil) | Medalla de bronce | 4 × 200 m libre         |
| Campeonato Mundial                  |                         |                   |                         |
| Año                                 | Lugar                   | Medalla           | Prueba                  |
| 2019                                | Gwangju (Corea del Sur) | Medalla de bronce | 4 × 100 m libre         |
| 2019                                | Gwangju (Corea del Sur) | Medalla de bronce | 4 × 200 m libre         |
| 2022                                | Budapest (Hungría)      | Medalla de plata  | 4 × 100 m libre         |
| 2022                                | Budapest (Hungría)      | Medalla de bronce | 4 × 200 m libre         |
| 2024                                | Doha (Catar)            | Medalla de bronce | 4 × 100 m libre         |
| 2024                                | Doha (Catar)            | Medalla de bronce | 4 × 100 m estilos       |
| 2025                                | Singapur (Singapur)     | Medalla de bronce | 4 × 100 m estilos mixto |
| Campeonato Mundial en Piscina Corta |                         |                   |                         |
| Año                                 | Lugar                   | Medalla           | Prueba                  |
| 2016                                | Windsor (Canadá)        | Medalla de oro    | 4 × 50 m libre          |
| 2016                                | Windsor (Canadá)        | Medalla de oro    | 4 × 200 m libre         |
| 2016                                | Windsor (Canadá)        | Medalla de bronce | 200 m libre             |
| 2022                                | Melbourne (Australia)   | Medalla de plata  | 4 × 200 m libre         |
| 2022                                | Melbourne (Australia)   | Medalla de bronce | 4 × 100 m libre         |
| 2022                                | Melbourne (Australia)   | Medalla de bronce | 4 × 100 m estilos       |
| Campeonato Pan-Pacífico             |                         |                   |                         |
| Año                                 | Lugar                   | Medalla           | Prueba                  |
| 2018                                | Tokio (Japón)           | Medalla de oro    | 200 m libre             |
| 2018                                | Tokio (Japón)           | Medalla de plata  | 200 m espalda           |
| 2018                                | Tokio (Japón)           | Medalla de bronce | 100 m libre             |
| 2018                                | Tokio (Japón)           | Medalla de bronce | 4 × 100 m libre         |
| 2018                                | Tokio (Japón)           | Medalla de bronce | 4 × 200 m libre         |